# Frances Conroy
Frances Hardman Conroy (* 13. listopadu 1953, Monroe, Georgie) je americká herečka. Její nejznámější rolí bylo ztvárnění Ruth Fisher v televizním seriálu Odpočívej v pokoji. Za tuto roli získala několik ocenění, včetně Zlatého Glóbusu. Je také známá za ztvárnění role Moiry O'Hary v seriálu American Horror Story. Později se objevila i v následujících sériích, v roli Anděla smrti v druhé řadě seriálu a v roli Myrtle Snow ve třetí řadě seriálu. Později ve čtvrté jako Gloria Mott a v šesté jako herečka Mama Polková.

## Biografie
Během let 1971-72 byla studentkou Dickinson College v Carlisle v Pensylvánii, kde se objevila v několika školních divadelních představeních. Poté se odstěhovala do New Yorku, aby mohla studovat herectví v Neighborhood Playhouse a v Juilliard School. Byla členkou Julliardovy herecké divize Skupiny 6 (1973–1977), která také zahrnovala Kevina Conroye, Robina Williamse a další.
Jeden z jejich prvních filmů, ve kterém se objevila byl film Woodyho Allena, Manhattan. V roce 1980 debutovala na Broadway, kde byla nadále obsazována do mnoha rolí. V roce 2000 byla nominována na cenu Tony v kategorii „nejlepší herečka“ za účinkování ve hře The Ride Down MT. Morgan. Nejvíc ji proslavila role Ruth Fisher v seriálu Odpočívej v pokoji, kde ztvárnila matku obou hlavních hrdinů seriálu. Za tento výkon byla nominována čtyřikrát na cenu Emmy a získala za ni Zlatý Glóbus. Objevila se i v dalších seriálech jako Zoufalé manželky, Jak jsem poznal vaši matku a také v American Horror Story, kde ztvárnila role ve všech sériích. 
Ve filmech ztvárňuje spíše menší role. Byla dokonce kandidátkou na Zlatou malinu za roli v nepříliš úspěšném snímku Catwoman.

## Filmografie

### Film
| Rok  | Název                           | Role                      | Poznámky |
| ---- | ------------------------------- | ------------------------- | -------- |
| 1979 | Manhattan                       | herečka                   |          |
| 1984 | Zamilován                       | servírka                  |          |
| 1987 | Tichý protest                   | Pamela                    |          |
| 1988 | Rocket Gibraltar                | Ruby Hanson               |          |
| 1988 | Jiná žena                       | Lynn                      |          |
| 1989 | Zločiny a poklesky              | majitelka domu            |          |
| 1991 | Billy Bathgate                  | Mary Behan                |          |
| 1992 | Vůně ženy                       | Christine Downes          |          |
| 1993 | Samotář v Seattlu               | Irene Reed                |          |
| 1993 | Dobrodružství Hucka Finna       | scrawny Shanty Lady       |          |
| 1995 | Báječná léta                    | slečna Scoverová          |          |
| 1995 | Angela                          | Annina matka              |          |
| 1996 | Čarodějky ze Salemu             | Ann Putnam                |          |
| 2002 | Krásná pokojská                 | Paula Burns               |          |
| 2004 | Letec                           | Katharine Houghton        |          |
| 2004 | Catwoman                        | Ophelia Powersová         |          |
| 2005 | Zlomené květiny                 | Dora Anderson             |          |
| 2005 | Jeden navíc                     | Catherine Buttersfield    |          |
| 2006 | Ira & Abby                      | Lynn Willoughby           |          |
| 2006 | Rituál                          | T.H. Moss                 |          |
| 2007 | Probuzení tmy                   | slečna Greythornová       |          |
| 2008 | Humboldt County                 | Rosie                     |          |
| 2008 | Příběh o Zoufálkovi             | Antoinette Tilling (hlas) |          |
| 2009 | Láska na druhý pohled           | Eloisina matka            |          |
| 2009 | Holka z města                   | Trudy Van Uuden           |          |
| 2009 | Tak se měj                      | paní Loochová             |          |
| 2010 | Skrýš                           | Dita Bernburg             |          |
| 2010 | Rodinná prokletí                | Julia Bloodworth          |          |
| 2010 | Past                            | Madylyn Mabry             |          |
| 2011 | Tom a Jerry: Čaroděj ze země Oz | teta Em/Glinda (hlas)     |          |
| 2011 | Superhvězda Superman            | Martha Kent (hlas)        |          |
| 2013 | Neporazitelný Superman          | Martha Kent (hlas)        |          |
| 2016 | Tom a Jerry: Návrat do Země Oz  | teta Em/Glinda (hlas)     |          |
| 2018 | Příběh                          | Jane Gramercy             |          |
| 2019 | Joker                           | Penny Fleck               |          |
| 2021 | Síla psa                        | stará lady Burbank        |          |

### Televize
| Rok       | Název                                 | Role                          | Poznámky                                         |
| --------- | ------------------------------------- | ----------------------------- | ------------------------------------------------ |
| 1986      | Pásmo soumraku                        | Ellen Pendleton               | díl: „The Library"                               |
| 1987      | Remington Steele                      | Gladys Lynch                  | díl: „Steele Hanging in There: Part 1"           |
| 1990      | Zákon a pořádek                       | Elizabeth Hendrick            | díl: „Prisoner of Love"                          |
| 2001–2005 | Odpočívej v pokoji                    | Ruth Fisher                   | 63 dílů                                          |
| 2007–2008 | Pohotovost                            | Becky Riley                   | 2 díly                                           |
| 2008      | Zoufalé manželky                      | Virginia Hildebrand           | 3 díly                                           |
| 2009–2014 | Jak jsem poznal vaši matku            | Loretta Stinson               | 9 dílů                                           |
| 2010      | Plastická chirurgie s. r. o.          | Jane Fields                   | díl: „Sheila Carlton"                            |
| 2010      | Happy Town                            | Peggy Haplin                  | 7 dílů                                           |
| 2010      | Chirurgové                            | Eleanor                       | díl: „Nepřátelská děloha"                        |
| 2010–2013 | Scooby-Doo: Záhady s.r.o.             | Angie Dinkley (hlas)          | 15 dílů                                          |
| 2011      | Tara a její svět                      | Sandy Gregson                 | 2 díly                                           |
| 2011      | Láska bolí                            | Faye Strathmore               | díl: „How To..."                                 |
| 2011      | American Horror Story: Murder House   | Moira O'Hara                  | 11 dílů                                          |
| 2012–2013 | American Horror Story: Asylum         | Shachath                      | 5 dílů                                           |
| 2013–2014 | American Horror Story: Coven          | Myrtle Snow                   | 10 dílů                                          |
| 2014      | American Horror Story: Freak Show     | Gloria Mott                   | 8 dílů                                           |
| 2015      | Život je boj                          | doktorka Alice Marvel         | díl: „No, I Don't Want a Fucking Smiley Face"    |
| 2015–2018 | Casual                                | Dawn                          | 11 dílů                                          |
| 2016      | American Horror Story: Roanoke        | Mama Polk                     | díl: „Kapitola pátá"                             |
| 2016      | The Real O'Neals                      | babička Agnes                 | díl: „The Real Grandma"                          |
| 2017      | Mezi námi medvědy                     | Faye (hlas)                   | díl: „Neighbors"                                 |
| 2017      | Mlha                                  | Nathalie Raven                | 10 dílů                                          |
| 2017      | American Horror Story: Cult           | Bebe Babbitt                  | 2 díly                                           |
| 2018      | Malý Sheldon                          | doktorka Flora Douglas        | díl: „Orlí pírko, fazolový lusk a folkový šlágr" |
| 2018–2019 | Castle Rock                           | Martha Lacy                   | 3 díly                                           |
| 2018      | American Horror Story: Apocalypse     | Myrtle Snow                   | 6 dílů                                           |
| 2018      | American Horror Story: Apocalypse     | Moira O'Hara                  | díl: „Návrat do vražedného domu"                 |
| 2020–2022 | Smrt nás spojí                        | Eileen Wood                   | 5 dílů                                           |
| 2021      | American Horror Story: Double Feature | Sarah Cunningham / Belle Noir | 6 dílů                                           |